# DSM-5
DSM-5 bezeichnet die fünfte Auflage des Diagnostic and Statistical Manual of Mental Disorders (DSM; englisch für „Diagnostischer und statistischer Leitfaden psychischer Störungen“). Das DSM stellt das dominierende psychiatrische Klassifikationssystem in den USA dar und spielt dort eine zentrale Rolle bei der Definition von psychischen Erkrankungen. Es wird von der Amerikanischen Psychiatrischen Gesellschaft (APA) herausgegeben.
2022 wurde die überarbeitete Fassung DSM-5-TR (Text Revision) veröffentlicht. Die Text Revision ist seitdem die aktuell gültige und für die psychiatrische Diagnostik verbindliche Ausgabe.
Damit eine Störung gemäß dem DSM-5 als psychische Störung eingestuft wird, muss diese andauernd oder wiederkehrend sein. Die Symptome dürfen außerdem nicht auf eine Droge oder ein Medikament zurückzuführen sein und müssen in klinisch bedeutsamer Weise Leiden oder Beeinträchtigungen in sozialen, beruflichen oder anderen wichtigen Funktionsbereichen verursachen. Normale Trauer und sozial abweichendes Verhalten (im politischen, sexuellen oder religiösen Sinne) sind nicht als psychische Störung zu werten (siehe auch Grundsätzliches zum DSM).

## Entwicklung
Die Arbeit am DSM-5 begann 1999. Ab 2000 war Darrel Regier als Forschungsdirektor der APA verantwortlich für die Koordination der Vorbereitungsarbeiten. Seit 2004 gibt es eine eigene Website. Seit 2006 steht die DSM-5-Arbeitsgruppe unter Leitung von David Kupfer, Stellvertreter ist Darrel Regier. Seit 2007 trafen sich regelmäßig Arbeitsgruppen (sog. Task Forces) zu den verschiedenen diagnostischen Kategorien. Außerdem wurden die Forschungsergebnisse zahlreicher Konferenzen und Kongresse eingearbeitet.
Von Beginn der Entwicklung an war auch eine enge Abstimmung mit der ICD-11 geplant. Im Mai 2013 wurde die endgültige DSM-5-Fassung schließlich veröffentlicht und löste damit das DSM-IV von 1994 ab.

## Aufbau
Das aktuelle DSM-5 ist in folgende Kategorien gegliedert:
1. Störungen der neuronalen und mentalen Entwicklung
2. Schizophrenie-Spektrum und andere psychotische Störungen
3. Bipolare und verwandte Störungen
4. Depressive Störungen
5. Angststörungen
6. Zwangsstörung und verwandte Störungen
7. Trauma- und belastungsbezogene Störungen
8. Dissoziative Störungen
9. Somatische Belastungsstörung und verwandte Störungen
10. Fütter- und Essstörungen
11. Ausscheidungsstörungen
12. Schlaf-Wach-Störungen
13. Sexuelle Funktionsstörungen
14. Geschlechtsdysphorie
15. Disruptive, Impulskontroll- und Sozialverhaltensstörungen
16. Störungen im Zusammenhang mit psychotropen Substanzen und abhängigen Verhaltensweisen
17. Neurokognitive Störungen (NCD)
18. Persönlichkeitsstörungen
19. Paraphile Störungen
20. Andere psychische Störungen
21. Medikamenteninduzierte Bewegungsstörungen und andere unerwünschte Medikamentenwirkungen
22. Andere klinisch relevante Probleme

## Veränderungen
Veränderungen im DSM-5 betreffen z. B.:
- Aufgabe des alten multiaxialen Systems
- strengere Kriterien für eine ADHS-Diagnose
- Vorstellung eines neuen dimensionalen Alternativmodells für Persönlichkeitsstörungen
- Streichung der seit Jahrzehnten üblichen Einteilung der Schizophrenie in verschiedene Unterformen
- Die vormaligen tiefgreifenden Entwicklungsstörungen wurden als Diagnosen gestrichen. Die Autistische Störung, Asperger-Syndrom und die nicht näher bezeichnete tiefgreifende Entwicklungsstörung wurden zu einer neuen Diagnose Autismus-Spektrum-Störung zusammengeführt, das Rett-Syndrom und die desintegrative Störung im Kindesalter entfallen,
- Umgestaltung der Einteilung von depressiven und bipolaren Störungen
- Überarbeitung des Suchtkapitels (Integration von Süchten unter die Abhängigkeitserkrankungen) und eine Einstufung der Diagnosen in „mild“, „mittel“ oder „schwer“
- Neue Diagnosen wie Binge Eating, Vermeidend-restriktive Ernährungsstörung, Prämenstruelle Dysphorische Störung, die Disruptive Stimmungsdysregulationsstörung und das Zwanghafte Horten.
- Anzahl der diagnostischen Kategorien jedoch reduziert von 172 (DSM-IV) auf 157 (DSM-5)[7]

Nach wie vor keine Diagnosen sind: Burnout-Syndrom, komplexe posttraumatische Belastungsstörung und Internetabhängigkeit.

## DSM-5-TR
Im März 2022 wurde eine Revision der DSM-5 als DSM-5-TR veröffentlicht, in der die diagnostischen Kriterien aktualisiert wurden. Die Entwicklung der DSM-5-TR wurde durch die Mitwirkung von mehr als 200 Experten realisiert und beinhaltet den vollständig überarbeiteten Text sowie die Referenzen des DSM-5.
Die Diagnosekriterien u. a. für die Vermeidend-restriktive Ernährungsstörung wurden geändert und die anhaltende Trauerstörung in die Revision aufgenommen. Für die anhaltende Trauerstörung, die bereits im ICD-11 enthalten ist, wurden die Kriterien in einem von der APA durchgeführten eintägigen Workshop im Konsens festgelegt. Eine im Jahr 2022 durchgeführte Studie kommt zu dem Schluss, dass die in der ICD-11 höhere Diagnoserate für anhaltende Trauer auf die Tatsache zurückzuführen ist, dass die Symptome gemäß den DSM-5-TR-Kriterien über einen Zeitraum von 12 Monaten anhalten müssen, während sie in der ICD-11 nur 6 Monate lang bestehen müssen.

## Kritik
Die Anzahl der im DSM aufgeführten Krankheiten und Störungen ist stetig von 106 (DSM-I) auf 374 (DSM-5) angestiegen.
Dies könnte u. a. daran liegen, dass viele der ins DSM-5 neu aufgenommenen Diagnosen möglicherweise wissenschaftlich nicht genug überprüft und die Schwellwerte für ältere Diagnosen gesenkt wurden. Eine Studie der University of Massachusetts Boston fand heraus, dass 69 % der DSM-5-Mitarbeiter Verbindungen zur Pharmaindustrie hatten; bei der Arbeitsgruppe zu affektiven Störungen waren es 83 % und bei den für Schlafstörungen zuständigen Autoren waren es 100 %.
Durch die Möglichkeit, jede Verhaltensauffälligkeit als „milde“ Störung zu diagnostizieren, befürchten Kritiker eine Inflation von Diagnosen, die den Betroffenen dann lebenslang anhängen können. Prominentester Kritiker ist der US-amerikanische Psychiater Allen Frances, der ehemalige Vorsitzende der DSM-IV-Kommission. Auch das National Institute of Mental Health (NIMH) mit ihrem Leiter Thomas Insel kritisiert das DSM-5 für einen Mangel an Validität, obwohl er dessen hohe Reliabilität als Stärke anerkennt.